# 宮城県小学校一覧
宮城県小学校一覧（みやぎけんしょうがっこういちらん）は、宮城県の小学校の一覧。

## 国立小学校
- 宮城教育大学附属小学校

## 公立小学校

### 仙台市

#### 青葉区
- 仙台市立東二番丁小学校
- 仙台市立木町通小学校
  - 仙台市立木町通小学校東北大学病院分校
- 仙台市立立町小学校
- 仙台市立東六番丁小学校
- 仙台市立片平丁小学校
- 仙台市立上杉山通小学校
- 仙台市立通町小学校
- 仙台市立八幡小学校
- 仙台市立北六番丁小学校
- 仙台市立小松島小学校
- 仙台市立国見小学校
- 仙台市立荒巻小学校
- 仙台市立台原小学校
- 仙台市立旭丘小学校
- 仙台市立中山小学校
- 仙台市立北仙台小学校
- 仙台市立折立小学校
- 仙台市立桜丘小学校
- 仙台市立川平小学校
- 仙台市立広瀬小学校
- 仙台市立上愛子小学校
- 仙台市立栗生小学校
- 仙台市立愛子小学校
- 仙台市立大沢小学校
- 仙台市立川前小学校
- 仙台市立吉成小学校
- 仙台市立南吉成小学校
- 仙台市立錦ケ丘小学校

#### 宮城野区
- 仙台市立榴岡小学校
- 仙台市立原町小学校
- 仙台市立岩切小学校
- 仙台市立高砂小学校
- 仙台市立岡田小学校
- 仙台市立東仙台小学校
- 仙台市立宮城野小学校
- 仙台市立新田小学校
- 仙台市立福室小学校
- 仙台市立鶴谷小学校
- 仙台市立幸町小学校
- 仙台市立鶴谷東小学校
- 仙台市立燕沢小学校
- 仙台市立中野栄小学校
- 仙台市立枡江小学校
- 仙台市立鶴巻小学校
- 仙台市立東宮城野小学校
- 仙台市立田子小学校
- 仙台市立幸町南小学校
- 仙台市立西山小学校

#### 若林区
- 仙台市立南材木町小学校
- 仙台市立荒町小学校
- 仙台市立連坊小路小学校
- 仙台市立南小泉小学校
- 仙台市立六郷小学校
- 仙台市立七郷小学校
- 仙台市立若林小学校
- 仙台市立遠見塚小学校
- 仙台市立大和小学校
- 仙台市立沖野小学校
- 仙台市立古城小学校
- 仙台市立蒲町小学校
- 仙台市立沖野東小学校
- 仙台市立荒井小学校

#### 太白区
- 仙台市立長町小学校
- 仙台市立向山小学校
- 仙台市立西多賀小学校
- 仙台市立中田小学校
- 仙台市立東長町小学校
- 仙台市立生出小学校
- 仙台市立鹿野小学校
- 仙台市立四郎丸小学校
- 仙台市立八本松小学校
- 仙台市立上野山小学校
- 仙台市立八木山小学校
- 仙台市立金剛沢小学校
- 仙台市立大野田小学校
- 仙台市立袋原小学校
- 仙台市立八木山南小学校
- 仙台市立太白小学校
- 仙台市立芦口小学校
- 仙台市立東四郎丸小学校
- 仙台市立人来田小学校
- 仙台市立西中田小学校
- 仙台市立郡山小学校
- 仙台市立茂庭台小学校
- 仙台市立秋保小学校
- 仙台市立馬場小学校
- 仙台市立湯元小学校
- 仙台市立長町南小学校
- 仙台市立柳生小学校
- 仙台市立富沢小学校

#### 泉区
- 仙台市立七北田小学校
- 仙台市立野村小学校
- 仙台市立根白石小学校
- 仙台市立福岡小学校
- 仙台市立黒松小学校
- 仙台市立南光台小学校
- 仙台市立将監小学校
- 仙台市立向陽台小学校
- 仙台市立将監西小学校
- 仙台市立南光台東小学校
- 仙台市立高森小学校
- 仙台市立松森小学校
- 仙台市立将監中央小学校
- 仙台市立泉ヶ丘小学校
- 仙台市立加茂小学校
- 仙台市立長命ヶ丘小学校
- 仙台市立八乙女小学校
- 仙台市立鶴が丘小学校
- 仙台市立寺岡小学校
- 仙台市立南中山小学校
- 仙台市立虹の丘小学校
- 仙台市立住吉台小学校
- 仙台市立館小学校
- 仙台市立高森東小学校
- 仙台市立北中山小学校
- 仙台市立桂小学校
- 仙台市立市名坂小学校
- 仙台市立泉松陵小学校

### 石巻市
- 石巻市立石巻小学校
- 石巻市立住吉小学校
- 石巻市立湊小学校
- 石巻市立釜小学校
- 石巻市立山下小学校
- 石巻市立蛇田小学校
- 石巻市立渡波小学校
- 石巻市立稲井小学校
- 石巻市立向陽小学校
- 石巻市立貞山小学校
- 石巻市立開北小学校
- 石巻市立万石浦小学校
- 石巻市立大街道小学校
- 石巻市立中里小学校
- 石巻市立鹿妻小学校
- 石巻市立飯野川小学校
- 石巻市立大谷地小学校
- 石巻市立二俣小学校
- 石巻市立雄勝小学校
- 石巻市立前谷地小学校
- 石巻市立和渕小学校
- 石巻市立鹿又小学校
- 石巻市立須江小学校
- 石巻市立広渕小学校
- 石巻市立北村小学校
- 石巻市立桃生小学校
- 石巻市立鮎川小学校
- 石巻市立大原小学校
- 石巻市立寄磯小学校
- 石巻市立北上小学校

### 塩竈市
- 塩竈市立第一小学校
- 塩竈市立第二小学校
- 塩竈市立第三小学校
- 塩竈市立月見ヶ丘小学校
- 塩竈市立杉の入小学校
- 塩竈市立玉川小学校
- 塩竈市立浦戸小学校

### 気仙沼市
- 気仙沼市立気仙沼小学校
- 気仙沼市立九条小学校
- 気仙沼市立鹿折小学校
- 気仙沼市立松岩小学校
- 気仙沼市立面瀬小学校
- 気仙沼市立新城小学校
- 気仙沼市立月立小学校
- 気仙沼市立階上小学校
- 気仙沼市立大島小学校
- 気仙沼市立唐桑小学校
- 気仙沼市立津谷小学校
- 気仙沼市立大谷小学校

### 白石市
- 白石市立白石第一小学校
- 白石市立白石第二小学校
- 白石市立越河小学校
- 白石市立大鷹沢小学校
- 白石市立大平小学校
- 白石市立小原小学校
- 白石市立白川小学校
- 白石市立深谷小学校
  - 白石市立深谷小学校三住分校
- 白石市立福岡小学校
  - 白石市立福岡小学校公立刈田綜合病院分校
  - 白石市立福岡小学校長峰分校
  - 白石市立福岡小学校不忘分校
  - 白石市立福岡小学校八宮分校
- 白石市立白石南小中学校

### 名取市
- 名取市立増田小学校
- 名取市立下増田小学校
- 名取市立館腰小学校
- 名取市立愛島小学校
- 名取市立高舘小学校
- 名取市立不二が丘小学校
- 名取市立増田西小学校
- 名取市立ゆりが丘小学校
- 名取市立相互台小学校
- 名取市立那智が丘小学校
- 名取市立閖上小中学校

### 角田市
- 角田市立角田小学校
- 角田市立桜小学校
- 角田市立北郷小学校
- 角田市立横倉小学校
- 角田市立金津小学校

### 多賀城市
- 多賀城市立多賀城小学校
- 多賀城市立多賀城東小学校
- 多賀城市立山王小学校
- 多賀城市立天真小学校
- 多賀城市立城南小学校
- 多賀城市立多賀城八幡小学校

### 岩沼市
- 岩沼市立岩沼小学校
- 岩沼市立岩沼南小学校
- 岩沼市立岩沼西小学校
- 岩沼市立玉浦小学校

### 登米市
- 登米市立佐沼小学校
- 登米市立新田小学校
- 登米市立北方小学校
- 登米市立登米小学校
- 登米市立東和小学校
- 登米市立石森小学校
- 登米市立加賀野小学校
- 登米市立浅水小学校
- 登米市立宝江小学校
- 登米市立上沼小学校
- 登米市立豊里小中学校
- 登米市立中津山小学校
- 登米市立米岡小学校
- 登米市立米山東小学校
- 登米市立石越小学校
- 登米市立南方小学校
- 登米市立西郷小学校
- 登米市立東郷小学校
- 登米市立津山小学校

### 栗原市
- 栗原市立瀬峰小学校
- 栗原市立鶯沢小学校
- 栗原市立高清水小学校
- 栗原市立金成小中学校
- 栗原市立築館小学校
- 栗原市立宮野小学校
- 栗原市立花山小学校
- 栗原市立志波姫小学校
- 栗原市立栗駒南小学校
- 栗原市立一迫小学校
- 栗原市立栗駒小学校
- 栗原市立若柳小学校

### 東松島市
- 東松島市立矢本東小学校
- 東松島市立大曲小学校
- 東松島市立赤井小学校
- 東松島市立赤井南小学校
- 東松島市立大塩小学校
- 東松島市立鳴瀬桜華小学校
- 東松島市立矢本西小学校
- 東松島市立宮野森小学校

### 大崎市
- 大崎市立古川第一小学校
- 大崎市立古川第二小学校
- 大崎市立古川第三小学校
- 大崎市立古川第四小学校
- 大崎市立古川第五小学校
- 大崎市立古川西小中学校
- 大崎市立敷玉小学校
- 大崎市立松山小学校
- 大崎市立下伊場野小学校
- 大崎市立三本木小学校
- 大崎市立鹿島台小学校
- 大崎市立岩出山小学校
- 大崎市立鳴子小中学校
- 大崎市立田尻小学校
- 大崎市立沼部小学校
- 大崎市立大貫小学校
- 大崎市立古川北小学校

### 富谷市
- 富谷市立あけの平小学校
- 富谷市立富ケ丘小学校
- 富谷市立富谷小学校
- 富谷市立成田東小学校
- 富谷市立東向陽台小学校
- 富谷市立日吉台小学校
- 富谷市立成田小学校
- 富谷市立明石台小学校

### 刈田郡
- 蔵王町立円田小学校
- 蔵王町立平沢小学校
- 蔵王町立永野小学校
- 蔵王町立宮小学校
- 蔵王町立遠刈田小学校
- 七ヶ宿町立七ヶ宿小学校

### 柴田郡
- 大河原町立大河原小学校
- 大河原町立金ケ瀬小学校
- 大河原町立大河原南小学校
- 村田町立村田小学校
- 村田町立村田第二小学校
- 柴田町立槻木小学校
- 柴田町立柴田小学校
- 柴田町立船迫小学校
- 柴田町立東船岡小学校
- 柴田町立船岡小学校
- 柴田町立西住小学校
- 川崎町立川崎小学校
- 川崎町立川崎第二小学校
- 川崎町立富岡小学校

### 伊具郡
- 丸森町立丸森小学校
- 丸森町立舘矢間小学校

### 亘理郡
- 亘理町立亘理小学校
- 亘理町立荒浜小学校
- 亘理町立吉田小学校
- 亘理町立長瀞小学校
- 亘理町立逢隈小学校
- 亘理町立高屋小学校
- 山元町立山下小学校
- 山元町立山下第一小学校
- 山元町立山下第二小学校
- 山元町立坂元小学校

### 宮城郡
- 松島町立松島第一小学校
- 松島町立松島第二小学校
- 松島町立松島第五小学校
- 七ヶ浜町立汐見小学校
- 七ヶ浜町立亦楽小学校
- 七ヶ浜町立松ヶ浜小学校
- 利府町立利府小学校
- 利府町立利府第二小学校
- 利府町立利府第三小学校
- 利府町立青山小学校
- 利府町立しらかし台小学校
- 利府町立菅谷台小学校

### 黒川郡
- 大和町立吉岡小学校
- 大和町立宮床小学校
- 大和町立小野小学校
- 大和町立吉田小学校
- 大和町立鶴巣小学校
- 大和町立落合小学校
- 大郷町立大郷小学校
- 大衡村立大衡小学校

### 加美郡
- 色麻町立色麻学園
- 加美町立鹿原小学校
- 加美町立賀美石小学校
- 加美町立中新田小学校
- 加美町立鳴瀬小学校
- 加美町立西小野田小学校
- 加美町立東小野田小学校
- 加美町立広原小学校
- 加美町立宮崎小学校

### 遠田郡
- 涌谷町立涌谷第一小学校
- 涌谷町立月将館小学校
- 涌谷町立箟岳白山小学校
- 美里町立青生小学校
- 美里町立北浦小学校
- 美里町立小牛田小学校
- 美里町立中埣小学校
- 美里町立不動堂小学校
- 美里町立南郷小学校

### 牡鹿郡
- 女川町立女川小学校

### 本吉郡
- 南三陸町立志津川小学校
- 南三陸町立戸倉小学校
- 南三陸町立入谷小学校
- 南三陸町立伊里前小学校
- 南三陸町立名足小学校

## 私立小学校
- 啓明宮城小学校
- 仙台白百合学園小学校
- ホライゾン学園仙台小学校
- 聖ウルスラ学院英智小学校
- 聖ドミニコ学院小学校
- ろりぽっぷ小学校